# Sibiti
Sibiti är en stad (franska: commune) i Kongo-Brazzaville. Den är huvudort i departementet Lékoumou, i den sydvästra delen av landet, 220 km väster om huvudstaden Brazzaville. Antalet invånare är 32 296.